# Gentilés de France G
Pour un article plus général, voir Gentilés de France.
Gentilés des communes françaises par ordre alphabétique
- A
- B
- C
- D
- E
- F
- G
- H
- I
- J
- K
- L
- M
- N
- O
- P
- Q
- R
- S
- T
- U
- V
- W
- X
- Y
- Z

- Gabaston : Gabastonnais
- Gagny : Gabiniens
- Gaillac : Gaillacois
- Gan : Gantois
- Garches : Garchois
- Garidech : Garidechois
- Gassicourt : Gassicourtois
- Gentilly : Gentilléen
- Gérardmer : Géromois
- Gestel : Gestélois
- Gignac-la-Nerthe : Gignacais
- Giroussens : Giroussinais
- Gorcy : Gorcéen
- Le Gosier : Gosériens
- Gouesnou : Gouesnousien
- Gourbeyre : Gourbeyrien
- Gournay-en-Bray : Gournaisien
- Gournay-sur-Marne : Gournaysien
- Goyave (Guadeloupe) : Goyavien
- Grand-Bourg : Grand-Bourgeois
- Granville : Granvillais
- Gray : Graylois
- Grandfontaine [1] : 
  - Grandfontaine (Doubs) : Grandifontains
  - Grandfontaine (Bas-Rhin) : Granfontains
  - Grandfontaine-sur-Creuse : non connu
- Grenoble : Grenoblois
- Groix (village et île) : Groisillons
- Gron (Yonne) : Gronois
- Groslée-Saint-Benoît : Benoitiens
- Guéret : Guérétois
- Guilherand-Granges : Guilherandais-grangeois
- Guingamp : Guingampais
- Gumbrechtshoffen : Gumbertshoffer
- Gy : Gylois

## Pour approfondir